# Império Seljúcida
O Império Seljúcida (em persa: سلجوقیان) foi um império islâmico sunita medieval,  persianizado  de origem turco-persa fundado pelo ramo Qynyq dos turcos oguzes que controlavam uma área vasta que se estendia do Indocuche até a Anatólia oriental, e da Ásia Central ao Golfo Pérsico. 
A partir de suas terras de origem, próximas ao mar de Aral, os turcos seljúcidas avançaram, primeiro para o Coração, e depois até a Pérsia continental, antes de conquistarem, afinal, a porção leste da Anatólia.